# Інва Мула
Інва Мула (алб. Inva Mula; 27 червня 1963, Тирана, Народна Соціалістична Республіка Албанія) — албанська оперна співачка (ліричне сопрано). Походить з родини артистів. Почала свою оперну кар'єру в ранньому віці. Її батько, Авні Мула, відомий албанський співак та композитор, народився в місті Джаковіца, Косово. Її ім'я, Інва, походить від прочитання в зворотному порядку імені батька.

## Кар'єра
Співати на сцені Інва розпочала у дуже молодому віці, спочатку у хорі Паризької опери, а згодом  як солістка. У 1987 вона перемогла на конкурсі Cantante d'Albania у Тирані, у 1988 на Міжнародному конкурсі імені Джордже Енеску в Бухаресті, а у 1992 вона перемогла на конкурсі Butterfly (Метелик) у Барселоні.
1993 року вона здобула нагороду на першому міжнародному конкурсі оперних співаків «Опералія» (Operalia) заснованому Пласідо Домінґо в Парижі. У зв'язку з цією подією вийшов диск концерту. У цьому ж році вона брала участь у різноманітних концертах з цим відомим тенором у театрі Опера Бастилія в Парижі, на фестивалі Europalia Mexico в Брюсселі, пізніше в Мюнхені та в Осло. 
1996 вона брала участь в опері Луїджі Керубіні «Медея» (записана для ТБ) в Комп'єні, Франція. 1998 вона звернулася до опери Жоржа Бізе «Пертська красуня» (вийшов диск, запис для ТБ, в Японії — DVD). У 1997 вона взяла участь у фільмі «П'ятий елемент», де вона озвучила роль співачки Діви Плавалагуни). Після цього записала оперу Пуччіні «Ластівка» з Анжелою Георгіу для EMI. Для сценічної постановки 2005 вона перейняла від Анжели Георгіу головну роль Магди в постановках у Тулузі та Парижі. 
Після цього вона брала участь у концертній версії опери Бізе «Іван Грозний», де мала сольний дебют у залі Плейель в Парижі; на диску вийшов концертний запис. У 2001 в Італії вона брала участь в операх Верді «Фальстаф» у Ла Скала та «Ріголетто» у Арена ді Верона, обидві які були записані для ТБ, а потім видані на DVD. 
Мула постійно виступає в Ла Скала, де вона співала, зокрема, в таких постановках, як «Лючія ді Ламмермур», «Богема», «Манон». Вона також прославлена Віолетта в «Травіаті» та виконала роль в багатьох містах у всьому світі, включаючи Токіо, Більбао, Трієст та Торонто. У 2007 вона виконала Адіна в «Любовному напої» в Тулузі. 
Її колишній чоловік, Пірро Тчако — відомий албанський співак та композитор. До середини 90-х вона використовувала його прізвище, але потім почала використовувати ім'я Інва Мула.

## Коротка участь в індустрії кіно
Кіномани знають голос Інви Мула з фільму режисера Люка Бессона «П'ятий елемент» 1997 року, у якому вона озвучила роль дуже високої інопланетянки з блакитною шкірою — співачки Діви Плавалагуни. У цьому фільмі вона виконує арію «Oh, giusto cielo!.. Il dolce suono» («О, праведне небо!.. Солодкий звук») з опери Гаетано Доніцетті «Лючія ді Ламмермур» і вокаліз «Diva dance» («Танець Діви»). Люк Бессон захоплювався Марією Каллас, але її запис «Лючії» 1950 року не був достатньо «чистим» для використання у фільмі, тому агент Каллас — Мішель Глотц, який створив цей запис, запропонував його Мулі. Тоді вона якраз лише записала оперу Пуччіні «Ластівка» для EMI Classics.
Комп'ютерна обробка, виконана Еріком Серра та звукорежисером Марком Манджіні, надала голосу виконавиці колоратуру та розширила діапазон із двох октав до чотирьох із половиною, що є неможливим для людських голосових зв'язок. (окремий випадок — Іма Сумак)

## Нагороди
- Переможниця конкурсу "Cantante d’Albania" (Тирана, 1987)
- Переможниця Міжнародного конкурсу імені Джордже Енеску (Бухарест, 1988)
- Переможниця конкурсу "Butterfly" (Барселона, 1992)
- Переможниця конкурсу "Operalia" (Париж, 1993)